# Vitória Farnésio, Duquesa de Módena
Vitória Farnésio (em italiano:  Vittoria Farnese; 29 de abril de 1618 – 10 de agosto de 1649) era uma nobre Italiana, membro da família Farnésio e que veio a ser Duquesa Consorte de Módena e Régio.

## Biografia
Nascida em Parma, Vitória era filha de Rainúncio I Farnésio, Duque de Parma e Placência, e de Margarida Aldobrandini, uma sobrinha do Papa Clemente VIII.
Em 12 de fevereiro de 1648, casou com Francisco I de Este, que enviuvara de sua irmã Maria Catarina Farnésio.
Assim, Vitória veio a ser a segunda mulher de Francisco e, deste casamento nasceu uma filha, também chamada Vitória (1649–1656). A mãe acabou por falecer durante o parto, na cidade de Módena.
Francisco veio a casar uma terceira vez, com Lucrécia Barberini, em Loreto, no mês de outubro de 1654.

## Títulos e tratamentos
- 29 de abril de 1618 – 12 de fevereiro de 1648: Sua Alteza Vitória Farnésio, Princesa de Parma
- 12 de fevereiro de 1648 – 10 de agosto de 1649: Sua Alteza a Duquesa de Módena